# Soccer Aid

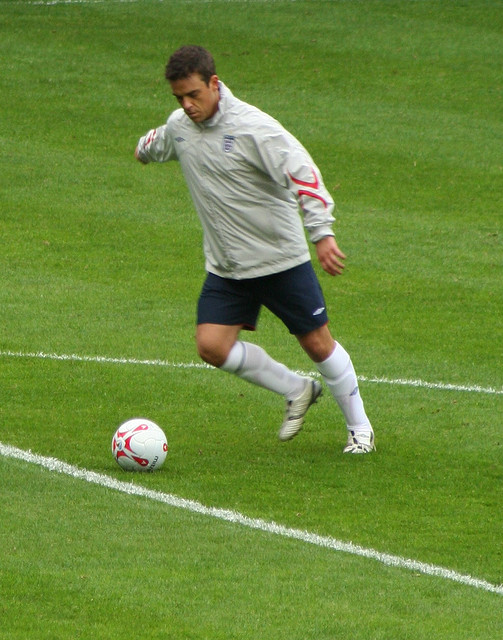
O cantor britânico Robbie Williams, fundador do Soccer Aid, aquecendo para a partida de 2006.

Soccer Aid é uma iniciativa criada pelo cantor britânico Robbie Williams e promovida pela Unicef para arrecadar fundos para as crianças vítimas da AIDS. O evento acontece anualmente e consiste em uma partida de futebol com lendas do esporte e celebritades. De um lado há um time que representa a Seleção do Resto do Mundo e o outro, a Seleção da Inglaterra.
Entre os principais jogadores que participaram do evento, encontram-se Diego Maradona, Ronaldinho Gaúcho,  Dunga, Peter Schmeichel, Taffarel, Luis Figo, Romário, Zidane, Rud van Nistelrooy, Clarence Seedorf, Edwin van der Sar, Cafu, Dida, Fabio Cannavaro, Samuel Etoó, Éric Cantona, além do técnico José Mourinho.
Também já participaram do evento celebridades como Pelé, Usain Bolt, Gordon Ramsay, Liam Payne, Mo Farah, Niall Horan, Will Ferrell, Michael Sheen, Rodrigo Santoro e vários outros.

## Soccer Aid 2006
Os eventos do Soccer Aid 2006 foram:
- 22 de Maio de 2006 – inicio das transmissões televisivas. Disputa de Shoot-out entre as equipes.
- 23 de Maio de 2006 – Amistoso: England 1–0 England Legends (Craven Cottage, London)
- 24 de Maio de 2006 – Amistoso: Rest of the World 3–7 Scotland Legends (Craven Cottage, London)
- 25 de Maio de 2006 – Quiz de Futebol entre as equipes.
- 27 de Maio de 2006 – Soccer Aid Match: England 2–1 Rest of the World (Old Trafford, Manchester), público 71,960

### A Partida
| 27 de Maio de 2006 | Inglaterra                 | 2 – 1 | Seleção do Resto do Mundo | Old Trafford, Manchester                   |
| 19:45 BST          | Ferdinand 14' · Wilkes 20' |       | Maradona 75' (pen)        | Público: 71,960 Árbitro: Pierluigi Collina |

| Inglaterra | Resto do Mundo |

| ENGLAND:       |  |                     |     |     |
|                |  |                     |     |     |
| GK             |  | David Seaman        |     | 45' |
|                |  | David Gray          |     |     |
|                |  | Tony Adams          |     |     |
|                |  | Ben Shephard        |     |     |
|                |  | Robbie Williams (c) |     | 85' |
|                |  | Damian Lewis        |     |     |
|                |  | Paul Gascoigne      |     | 55' |
|                |  | Jonathan Wilkes     | 20' |     |
|                |  | Bradley Walsh       |     | 55' |
|                |  | Les Ferdinand       | 14' | 52' |
|                |  | Dean Lennox Kelly   |     | 64' |
| Substitutes:   |  |                     |     |     |
| GK             |  | Jamie Theakston     |     | 45' |
|                |  | John Barnes         |     | 85' |
|                |  | Graeme Le Saux      |     | 55' |
|                |  | Jamie Redknapp      |     | 55' |
|                |  | Angus Deayton       |     | 52' |
|                |  | Bryan Robson        |     | 62' |
| Manager:       |  |                     |     |     |
| Terry Venables |  |                     |     |     |

| REST OF THE WORLD: |  |                   |           |         |
|                    |  |                   |           |         |
| GK                 |  | Peter Schmeichel  |           | 45'     |
|                    |  | Craig Doyle       |           | 45'     |
|                    |  | Marcel Desailly   |           |         |
|                    |  | Lothar Matthäus   |           | 45'     |
|                    |  | Michael Greco     |           |         |
|                    |  | Bryan McFadden    |           | 8'      |
|                    |  | Alastair Campbell |           | 45'     |
|                    |  | Alessandro Nivola |           |         |
|                    |  | Sergei Fedorov    |           |         |
|                    |  | Gordon Ramsay     |           | 11'     |
|                    |  | Diego Maradona    | 75' (pen) |         |
| Substitutes:       |  |                   |           |         |
| GK                 |  | Patrick Kielty    |           | 45'     |
|                    |  | Ben Johnson       |           | 45'     |
|                    |  | Dunga             |           | 45' 73' |
|                    |  | Gareth Thomas     |           | 8'      |
|                    |  | David Ginola      |           | 45' 55' |
|                    |  | Ruud Gullit       |           | 55'     |
|                    |  | Gianfranco Zola   |           | 11'     |
|                    |  | Gus Poyet         |           | 73'     |
| Manager:           |  |                   |           |         |
| Ruud Gullit        |  |                   |           |         |

## Soccer Aid 2008
| 7 de Setembro de 2008 | Inglaterra                                      | 4 – 3 | Seleção do Resto do Mundo      | Wembley Stadium, London                                     |
| 19:30 BST             | Sheringham 20' · Shearer 45' (pen) · Wilkes 67' |       | Di Canio 13', 46' · Marini 42' | Público: 45,000 Árbitro: Pierluigi Collina (Hugh Dallas 45) |

| Inglaterra | Resto do Mundo |

| ENGLAND:       |  |                  |             |         |
|                |  |                  |             |         |
| GK             |  | David Seaman     |             | 45'     |
| DF             |  | Angus Deayton    |             | 43'     |
| DF             |  | Des Walker       |             | 15'     |
| DF             |  | Ben Shephard     |             |         |
| DF             |  | Chris Fountain   |             | 45'     |
| MF             |  | Danny Jones      |             |         |
| MF             |  | Jonathan Wilkes  | 67'         |         |
| MF             |  | Jamie Redknapp   |             |         |
| MF             |  | Craig David      |             | 45' 74' |
| FW             |  | Alan Shearer     | 45+1' (pen) |         |
| FW             |  | Teddy Sheringham | 20'         |         |
| Substitutes:   |  |                  |             |         |
| GK             |  | Jamie Theakston  |             | 45'     |
| DF             |  | Graeme Le Saux   |             | 15'     |
|                |  | Kyran Bracken    |             | 43'     |
|                |  | Gareth Gates     |             | 45' 81' |
|                |  | Hugo Speer       |             | 45' 74' |
|                |  | Tom Felton       |             | 81'     |
| Manager:       |  |                  |             |         |
| Harry Redknapp |  |                  |             |         |

| REST OF THE WORLD: |  |                   |         |         |
|                    |  |                   |         |         |
| GK                 |  | Cláudio Taffarel  |         | 45'     |
| DF                 |  | Gethin Jones      |         |         |
| DF                 |  | Jaap Stam         |         |         |
| DF                 |  | Gordon Ramsay     |         | 9'      |
| DF                 |  | Santiago Cabrera  |         |         |
| MF                 |  | Paolo Di Canio    | 23' 46' |         |
| MF                 |  | Luis Figo         |         | 45'     |
| MF                 |  | Kenny Logan       |         | 65'     |
| MF                 |  | Nicky Byrne       |         |         |
| FW                 |  | Gilles Marini     | 26'     | 60'     |
| FW                 |  | Romário           |         | 81'     |
| Substitutes:       |  |                   |         |         |
| GK                 |  | Patrick Kielty    |         | 45'     |
|                    |  | Brian Lara        |         | 9'      |
|                    |  | Franco Baresi     |         | 45' 81' |
|                    |  | Bryan McFadden    |         | 65'     |
|                    |  | Rodrigo Santoro   |         | 60'     |
|                    |  | Ian Rush          |         | 81'     |
|                    |  | Alistair Campbell |         | 81'     |
| Manager:           |  |                   |         |         |
| Kenny Dalglish     |  |                   |         |         |

## Soccer Aid 2010
| 6 de Junho de 2010 | Inglaterra                      | 2 – 2 | Seleção do Resto do Mundo | Old Trafford, Manchester                                         |
| 19:45 BST          | Redknapp 45+1' · Sheringham 61' |       | Calzaghe 64' · Hyypiä 78' | Público: 65,493 Árbitro: Pierluigi Collina (Mark Clattenburg 45) |

|                                                                                     |       | Penalidades                                                               |  |
| Wilkes Little McGuinness Shephard Williams Lewis Murs Hatton Walsh Cooper Theakston | 6 – 7 | Lara Byrne Filan Ramsay Jones Calzaghe Sheen Kielty Myers Baker Harrelson |  |

| Inglaterra | Resto do Mundo |

| ENGLAND:       |    |                     |  |     |
|                |    |                     |  |     |
| GK             | 1  | David Seaman        |  | 45' |
| RB             | 2  | Ben Shephard        |  | 84' |
| CB             | 5  | Martin Keown        |  | 45' |
| CB             | 4  | Jonathan Wilkes     |  |     |
| LB             | 3  | Robbie Williams (c) |  | 65' |
| RM             | 11 | Olly Murs           |  | 65' |
| CM             | 6  | Jamie Redknapp      |  |     |
| CM             | 8  | Damian Lewis        |  | 73' |
| LM             | 14 | Ralf Little         |  |     |
| CF             | 9  | Alan Shearer        |  |     |
| CF             | 10 | Teddy Sheringham    |  |     |
| Substitutes:   |    |                     |  |     |
| GK             | 13 | Jamie Theakston     |  | 45' |
| DF             | 12 | Patrick McGuinness  |  | 65' |
| MF             | 7  | Nicky Butt          |  | 45' |
| MF             | 16 | Dominic Cooper      |  | 84' |
| FW             | 17 | Ricky Hatton        |  | 65' |
| FW             | 50 | Bradley Walsh       |  | 73' |
| Manager:       |    |                     |  |     |
| Harry Redknapp |    |                     |  |     |

| REST OF THE WORLD: |    |                   |  |     |
|                    |    |                   |  |     |
| GK                 | 1  | Jens Lehmann      |  | 45' |
| RB                 | 2  | Gethin Jones      |  |     |
| CB                 | 9  | Henrik Larsson    |  |     |
| CB                 | 4  | Sami Hyypiä       |  |     |
| LB                 | 3  | Gordon Ramsay     |  | 78' |
| RM                 | 16 | Nicky Byrne       |  | 75' |
| CM                 | 10 | Michael Sheen (c) |  | 45' |
| CM                 | 11 | Ryan Giggs        |  | 45' |
| LM                 | 6  | Joe Calzaghe      |  | 75' |
| SS                 | 5  | Zinedine Zidane   |  |     |
| CF                 | 8  | Mike Myers        |  | 45' |
| Substitutes:       |    |                   |  |     |
| GK                 | 20 | Patrick Kielty    |  | 45' |
| DF                 | 17 | Brian Lara        |  | 45' |
| DF                 | 18 | Woody Harrelson   |  | 78' |
| MF                 | 7  | Luís Figo         |  | 45' |
| MF                 | 12 | Shane Filan       |  | 45' |
| MF                 | 14 | Simon Baker       |  | 75' |
| MF                 | 15 | James Kyson Lee   |  | 75' |
| Manager:           |    |                   |  |     |
| Kenny Dalglish     |    |                   |  |     |

## Soccer Aid 2012
| 27 de Maio de 2012 | Inglaterra                                 | 3 – 1 | Seleção do Resto do Mundo | Old Trafford, Manchester                                   |
| 20:00 BST          | Sheringham 69' · Wilkes 72' · Phillips 89' |       | Pizzorno 22'              | Público: 67,346 Árbitro: Mark Clattenburg (Howard Webb 45) |

| Inglaterra | Resto do Mundo |

| ENGLAND:      |    |                     |     |     |     |
|               |    |                     |     |     |     |
| GK            | 1  | David Seaman        |     | 45' |     |
| RB            | 2  | Ben Shephard        |     |     |     |
| CB            | 5  | Martin Keown        |     | 45' |     |
| CB            | 4  | Des Walker          |     |     |     |
| LB            | 12 | Paddy McGuinness    | 55' | 63' |     |
| RM            | 7  | Olly Murs           |     | 33' |     |
| CM            | 6  | John Bishop         |     |     |     |
| CM            | 8  | Jonathan Wilkes (c) |     |     |     |
| LM            | 11 | Aston Merrygold     |     | 76' |     |
| CF            | 9  | Kevin Phillips      |     |     |     |
| CF            | 10 | Teddy Sheringham    |     |     |     |
| Substitutes:  |    |                     |     |     |     |
| GK            | 13 | Jamie Theakston     |     | 45' |     |
| DF            | 14 | Graeme Le Saux      |     | 45' |     |
| MF            | 15 | Marvin Humes        |     | 33' | 89' |
| MF            | 16 | Mark Owen           |     | 76' |     |
| DF            | 3  | Robbie Williams     |     | 63' |     |
| MF            | 17 | Jason Isaacs        |     | 89' |     |
| Manager:      |    |                     |     |     |     |
| Sam Allardyce |    |                     |     |     |     |

| REST OF THE WORLD: |    |                   |  |     |
|                    |    |                   |  |     |
| GK                 | 1  | Edwin van der Sar |  | 45' |
| RB                 | 2  | Michael Sheen (c) |  |     |
| CB                 | 5  | Jaap Stam         |  |     |
| CB                 | 16 | Roy Keane         |  | 23' |
| LB                 | 3  | Gordon Ramsay     |  | 66' |
| RM                 | 12 | Gerard Butler     |  | 82' |
| CM                 | 10 | Clarence Seedorf  |  |     |
| CM                 | 8  | Fredrik Ljungberg |  |     |
| LM                 | 7  | Sergio Pizzorno   |  |     |
| SS                 | 4  | Will Ferrell      |  | 74' |
| CF                 | 11 | Mike Myers        |  | 52' |
| Substitutes:       |    |                   |  |     |
| GK                 | 20 | Patrick Kielty    |  | 45' |
| CF                 | 9  | Hernan Crespo     |  | 23' |
| LM                 | 14 | Joe Calzaghe      |  | 52' |
| MF                 | 6  | Woody Harrelson   |  | 82' |
| MF                 | 15 | Edward Norton     |  | 74' |
| DF                 | 17 | James McAvoy      |  | 66' |
| Manager:           |    |                   |  |     |
| Kenny Dalglish     |    |                   |  |     |